# Резиденси

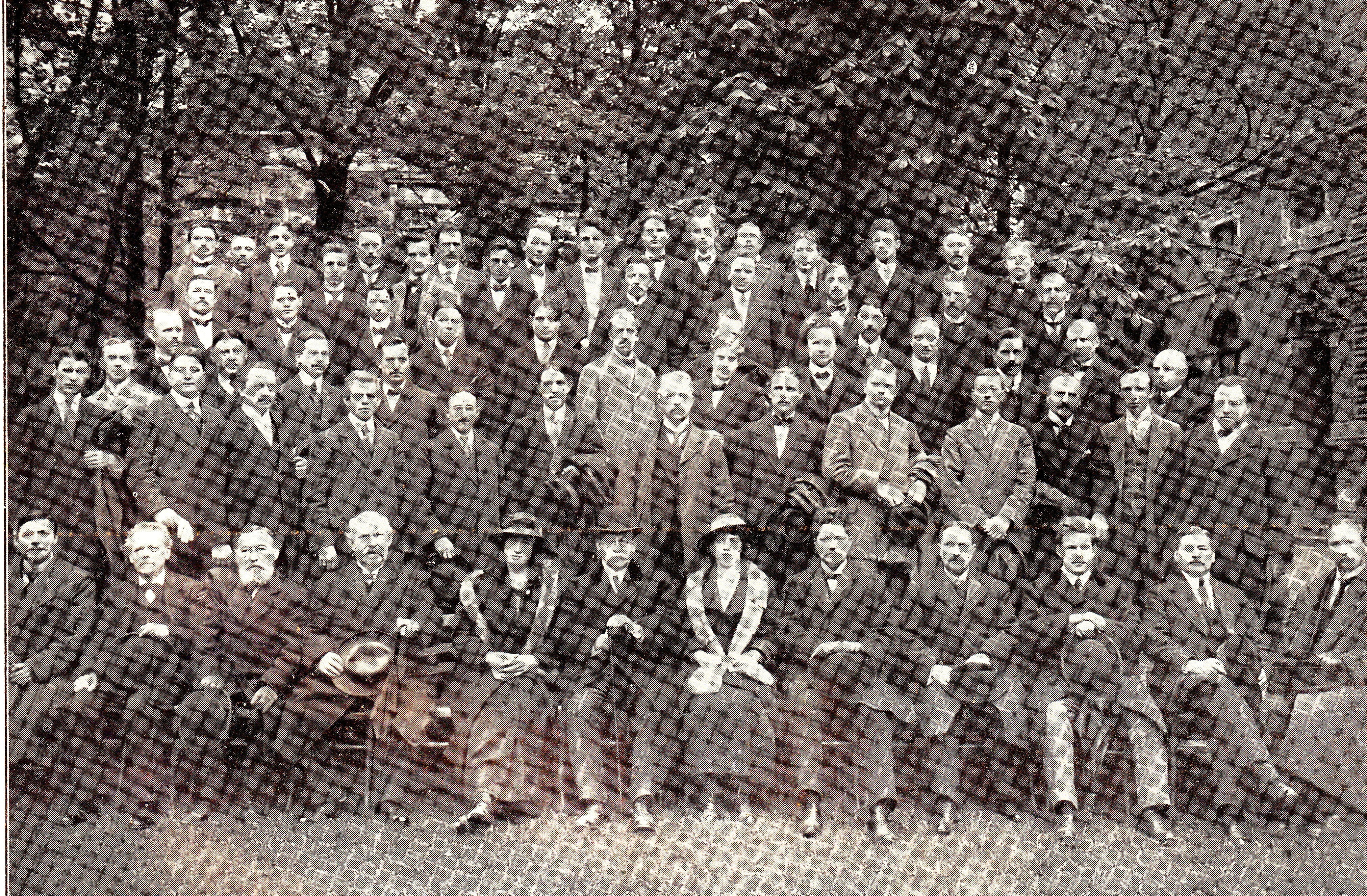
Оркестр «Резиденси» со своим руководителем Генри Виоттой (1914)

«Резиденси» (нидерл. Residentie Orkest), называемый также Гаагским филармоническим оркестром, — нидерландский симфонический оркестр, базирующийся в Гааге. Основан в 1904 г. дирижёром Генри Виоттой при содействии барона ван Зёйлен ван Нейевелта.
Оркестр впервые привлёк к себе широкое внимание в 1911 году, проведя фестиваль музыки Рихарда Штрауса, в ходе которого коллективом дирижировал сам композитор. В дальнейшем с оркестром сотрудничали Макс Регер, Морис Равель, Игорь Стравинский, Пауль Хиндемит, в межвоенный период оркестром часто дирижировали Карл Шурихт и Георг Селл. В послевоенные годы под руководством Виллема ван Оттерлоо оркестр интенсивно записывался и много выступал по радио, завоевав международную известность.

## Руководители оркестра
- Генри Виотта (1904—1917)
- Петер ван Анрой (1917—1935)
- Джордж Селл (1936—1937)
- Фриц Схурман (1938—1949)
- Виллем ван Оттерлоо (1949—1973)
- Жан Мартинон (1975—1976)
- Фердинанд Ляйтнер (1976—1980)
- Ханс Вонк (1980—1991)
- Евгений Светланов (1992—2000)
- Яап ван Зведен (2000—2005)
- Неэме Ярви (2005—2012)
- Николас Коллон (2018—2021)
- Анья Бильмайер (2021—)